# Raphael Freienstein
Raphael Freienstein (Marburg, 8 april 1991) is een Duits voormalig professioneel wielrenner.

## Overwinningen
2016
2e etappe Flèche du Sud
2017
7e etappe Ronde van Southland

## Ploegen
- 2012 –  Team Heizomat
- 2013 –  Team Heizomat
- 2015 –  Charter Mason Giant Racing Team
- 2016 –  Team Kuota-Lotto
- 2017 –  Team Lotto-Kernhaus
- 2020 –  InForm TM Insight Make (club)
- 2021 –  InForm TMX MAKE (club)
- 2022 –  InForm TMX MAKE (club)